# 王鹏杰
王鹏傑（1965年8月—），山东郓城人，汉族，中华人民共和国政治人物、第十二届全国人民代表大会河南地区代表。
毕业于华中科技大学管理学专业。加入中国致公党。担任河南省省委兼职信访督查专员、民建河南省委经研会委员、河南省华侨联合会副主席，河南省华侨爱心基金会理事长。2008年起担任全国人大代表。2013年，担任全国人大代表。2018年1月，当选第十三届全国政协委员。
2021年9月4日，据河南省纪委监委消息：王鹏杰涉嫌严重职务违法，接受河南省监察委员会监察调查。2022年1月，被开除公职，涉嫌犯罪问题移送检察机关依法审查起诉。